# Disney Magic Kingdoms
Disney Magic Kingdoms es un videojuego freemium para iOS, Android y Microsoft Windows desarrollado por Gameloft. Es un juego de construcción de mundo con la temática basada en los Parques Disney. Fue lanzado el 17 de marzo de 2016.

## Historia y modo de juego
El juego tiene lugar en el Reino, un lugar principalmente basado en Magic Kingdom y en Disneyland. Mickey Mouse es el protector del lugar. Cuando Maléfica lanza un malvado hechizo sobre el Reino, librándolo de toda su poderosa magia, tienes que ayudar a que vuelva, creando tu propio parque. De vez en cuando, Merlín aparece como guía para avanzar en la historia.
Al progresar a través de la historia, el jugador desbloquea más personajes y atracciones. Enviando personajes en misiones y tareas los jugadores pueden ganar Magia y Experiencia, y a veces Fichas para desbloquear o subir de nivel a los personajes. Los personajes y atracciones prémium se desbloquean con Gemas, que se obtienen al subir de nivel a los personajes, completar colecciones de personajes, o ver anuncios diarios.
El juego también cuenta con cofres, ocasionalmente ocultos en el Reino, pero también se pueden comprar por Gemas, que otorgan diferentes premios según el tipo de cofre, como atracciones, Fichas, decoraciones o concesiones. Los cofres de bronce, los cuales son los más comunes, también otorgan Magia y ocasionalmente Gemas. También en el juego está la Tienda de Merlín, en la que el jugador puede obtener Fichas y atracciones a través de Elixires, que se obtienen intercambiándolos por decoraciones y concesiones en el caldero de Merlín. El juego también incluye carrozas basadas en cada franquicia, que otorgan Magia, Fichas o Gemas a través de desfiles.
Durante los Eventos del juego se pueden desbloquear personajes y atracciones por tiempo limitado. Una vez que los Eventos terminan, este contenido regresa ocasionalmente en cofres que se pueden comprar por Gemas por tiempo limitado.
Algunos personajes también tienen disfraces, que se pueden obtener a través de Fichas, Gemas o como premio en un Evento.
Comenzando en la Actualización 60 (julio de 2022), el juego introdujo el Pase de temporada, con el que durante un tiempo de 90 días los jugadores pueden ganar premios consiguiendo Puntos de Felicidad para el Reino completando algunas misiones, las cuales incluyen tareas que son diarias, semanales, y durante los Eventos. El Pase de temporada se divide entre los Premios Gratis, donde se incluyen premios para todos los jugadores, y el Pase del Reino, el cual se adquiere a través de una compra con dinero real, con el que los jugadores pueden conseguir premios extra.

## Personajes jugables
Las colecciones de personajes se dividen en las diferentes franquicias incluidas del juego, cada una teniendo a su vez varias partes como una colección separada, en las cuales al conseguir a todos los personajes incluidos en ellas los jugadores son recompensados con Gemas al completar la colección.

### Historia del Reino
Colecciones de personajes que son desbloqueados durante el progreso de la historia principal del juego:
| Colección 1 - Pluto - Mickey Mouse - Minnie Mouse | Colección 2 - Goofy - Pata Daisy - Pato Donald - Pete | Colección 3 - Chip - Chop |

| Colección 1 - Zurg - Jessie - Woody - Buzz Lightyear | Colección 2 - Bo Peep - Ham - Sarge - Rex | Colección 3 - Perdigón - Alienígena de juguete | Colección 4 - Ducky - Bunny - Forky |

| Colección 1 - Jaq - Gus - Cenicienta - Príncipe Azul - Hada madrina | Colección 2 - Anastasia Tremaine - Drizella Tremaine - Lady Tremaine |

| Colección 1 - Peter Pan - Wendy Darling - Campanilla | Colección 2 - Michael Darling - John Darling - Capitán Garfio |

| Colección 1 - Elizabeth Swann - Jack Sparrow - Will Turner | Colección 2 - Capitán Barbossa - Tía Dalma - Davy Jones |

| Colección 1 - Mike Wazowski - Sulley - Boo | Colección 2 - Roz - Celia Mae - Randall Boggs |

| Colección 1 - Aurora - Príncipe Felipe | Colección 2 - Flora - Fauna - Primavera |

| Colección 1 - Bagheera - Mowgli | Colección 2 - Baloo - Rey Louie - Shere Khan |

| Colección 1 - Reina - Golfo - Jock | Colección 2 - Joe - Tony - Triste |

| Colección 1 - El patrón - Dumbo - Timothy Q. Mouse | Colección 2 - Sr. Cigüeña - Señora Jumbo |

### Eventos
Colecciones de personajes que pueden ser desbloqueados durante Eventos y ofertas temporales:
| Colección 1 - Dash - Elastigirl - Mr. Increíble - Violeta - Jack-Jack | Colección 2 - Frozono - Síndrome |

| Colección 1 - Zero - Jack Skeleton - Dr. Finkelstein - Sally - Santa Claus | Colección 2 - El alcalde - Lock - Shock - Barrel - Oogie Boogie |

| Colección 1 - Anna - Elsa - Olaf - Merengue | Colección 2 - Hans - Kristoff - Sven | Colección 3 - Ryder - Honeymaren - El Espíritu del Fuego |

| Colección 1 - Li Shang - Mulán - Mushu - Grillo - Khan | Colección 2 - Ling - Chien-Po - Yao - Emperador - Shan Yu |

| Colección 1 - Maurice - Bella - Bestia - Gastón - LeFou | Colección 2 - Armario - Señora Potts - Chip - Lumière - Din-Don |

| Colección 1 - Zazú - Nala - Simba - Rafiki | Colección 2 - Scar - Timón - Pumba | Colección 3 - Shenzi - Banzai - Ed |

| Colección 1 - Aladdín - Jasmín - Abú - Alfombra | Colección 2 - Jafar - Iago - Genio | Colección 3 - Príncipe Achmed - Rajah - Sultán |

| Colección 1 - Alicia - Sombrerero Loco - Liebre de Marzo - Conejo Blanco | Colección 2 - Oruga - Reina de Corazones - Gato de Cheshire |

| Colección 1 - Tímido - Sabio - Mocoso | Colección 2 - Mudito - Feliz - Blancanieves - Príncipe Azul | Colección 3 - La Reina - Gruñón - Dormilón |

| Colección 1 - Christopher Robin - Winnie the Pooh - Ígor - Tigger | Colección 2 - Cangu - Rito - Piglet - Conejo | Colección 3 - Búho - Topo |

| Colección 1 - Nani - Lilo - Stitch - Ángel | Colección 2 - Pleakley - Jumba - Cobra Bubbles |

| Colección 1 - Hiro - Baymax - Yokai | Colección 2 - Go Go - Honey Lemon - Fred - Wasabi |

| Colección 1 - Sebastián - Scuttle - Ariel - Príncipe Eric | Colección 2 - Rey Tritón - Flounder - Úrsula |

| Colección 1 - Ralph - Vanéllope - Repara Félix Jr. - El Rey Candy - Calhoun | Colección 2 - Eusabio - Spamley - Gord - Yesss - Shank |

| Colección 1 - Príncipe Naveen - Tiana - Eudora - Charlotte La Bouff | Colección 2 - Dr. Facilier - Louis - Mamá Odie |

| Colección 1 - Jefe Tui - Sina - Vaiana - Abuela Tala | Colección 2 - Heihei - Maui - Matangi | Colección 3 - Kele - Loto - Pua - Moni |

| Colección 1 - Crush - Chiqui - Namo - Marlin - Bruce | Colección 2 - Becky - Dory - Hank | Colección 3 - Destiny - Bailey |

| Colección 1 - Miguel Rivera - Abuelita - Dante | Colección 2 - Mamá Coco - Mamá Imelda - Héctor Rivera - Ernesto de la Cruz |

| Colección 1 - Fantasma de la sombrerera - La Novia | Colección 2 - Ezra - Gus - Phineas |

| Colección 2 - BB-8 - Poe - Finn - Rey Colección 3 - Soldado de asalto de la Primera Orden - Kylo Ren - General Hux | Colección 4 - El Mandaloriano - El Niño - Kuiil Colección 5 - Cara Dune - Greef Karga Colección 6 - Fennec Shand - Ahsoka Tano - Boba Fett - Bo-Katan Kryze - Moff Gideon | Colección 7 - Luke Skywalker - Leia Organa - Han Solo - Chewbacca Colección 8 - Emperador Palpatine - Darth Vader - Piloto de caza TIE Colección 9 - Soldado de asalto imperial - Lando Calrissian - Yoda |

| Colección 1 - Papá - Barley - Ian - Laurel | Colección 2 - Blazey - La Mantícora - Colt |

| Colección 1 - La Hidra - Phil - Hércules - Meg - Pegaso | Colección 2 - Pena - Hades - Pánico - Zeus - Hera |

| Colección 1 - Reina Elinor - Mérida - Rey Fergus - La Bruja | Colección 2 - Lord MacGuffin - Lord Macintosh - Lord Dinwall |

| Colección 1 - Raya - Sisu - Namaari | Colección 2 - Tuk Tuk - Boun |

| Colección 1 - Alberto - Luca - Giulia | Colección 2 - Ercole - Machiavelli |

| Colección 1 - Perdita - Pongo - Anita - Roger - Cruella De Vil | Colección 2 - Lucky - Pecas - Patch - Rolly - Penny |

| Colección 1 - Pepito Grillo - Pinocho - Geppetto - Fígaro | Colección 2 - Honrado Juan - Strómboli - Hada Azul |

| Colección 1 - Señorita Marian - Robin Hood - Little John | Colección 2 - Sir Hiss - Príncipe Juan |

| Colección 1 - Miedo - Ira - Alegría - Tristeza - Asco | Colección 2 - Nostalgia - Envidia - Ansiedad - Ennui |

| Colección 1 - Chef sueco - El perro Rowlf - La rana Gustavo - Señorita Peggy - Animal | Colección 2 - Beaker - Doctor Bunsen Honeydew - Gonzo - Pepe - El oso Fozzie |

| Colección 1 - Manny - Diego - Sid - Bebé Scrat - Scrat | Colección 2 - Ellie - Crash - Eddie - Buck |

## Recepción
Neilie Johnson de Common Sense Media le dio al juego una calificación de tres de cinco estrellas, comentando como sentencia: "Está repleto de los personajes favoritos de Disney, una narrativa atractiva, atracciones familiares de Magic Kingdom y música real de Disney. Podría ser genial con menos enfoque en misiones sin sentido y el dinero y más en creatividad y diversión. Tal como está, puede atraer a los jugadores mayores que ya están acostumbrados a esta mecánica y que tienen práctica en la paciencia o su propio dinero para gastar".